# Шпилёва, Прасковья Васильевна
Прасковья Васильевна Шпилёва (род. 1913) — советский передовик производства в сельском хозяйстве. Герой Социалистического Труда (1949).

## Биография
Родилась в 1913 году в Томской губернии (часть территории современного Алтайского края).
В детстве семья П. В. Шпилёва переселилась в село Титово Кольчугинского уезда Томской губернии. После окончания неполной средней школы начала работать на сельхозработах в местном совхозе «Заря» Наркомата совхозов СССР. Когда началась Великая Отечественная война, все рабочие совхоза перешли на особый режим работы без выходных. Летом Прасковья Васильевна работала в полеводческой бригаде по заготовке кормов для свинофермы, зимой работала свинаркой на ферме. Показала себя в труде как ответственный и надёжный работник, всегда выполняла поставленные производственные задания.
С 1946 года работала на животноводческой ферме в свиноводческом совхозе «Ударник» Титовского района Кемеровской области. В начале 1948 года парторганизация совхоза, выполняя решение февральского Пленума ЦК ВКП (б) «О мерах подъема сельского хозяйства в послевоенный период», приняла решение об организации десяти полеводческих звеньев, одно из которых было доверено возглавить П. В. Шпилёвой.
По итогам 1948 года руководимое звено  П. В. Шпилёвой получило урожай ржи 30,2 центнера с гектара на площади 40 гектаров.
25 февраля 1949 года Указом Президиума Верховного Совета СССР «за получение высоких урожаев ржи при выполнении совхозом плана сдачи государству сельскохозяйственных продуктов в 1948 году и обеспеченности семенами всех культур в размере полной потребности для весеннего сева 1949 года» Прасковья Васильевна Шпилёва была удостоена звания Героя Социалистического Труда с вручением Ордена Ленина и золотой медали «Серп и Молот».
3 июля 1950 года Указом Президиума Верховного Совета СССР «за отличие в труде по итогам 1949 года» Прасковья Васильевна Шпилёва была награждена вторым Орденом Ленина.
Трудилась в совхозе до выхода на заслуженный отдых. Жила в Промышленновском районе Кемеровской области.

## Награды
- Медаль «Серп и Молот» (25.02.1949)
- Орден Ленина (25.02.1949, 03.07.1950)
- Медаль «За доблестный труд в Великой Отечественной войне 1941—1945 гг.» (1945)